# Lukas Hupfeld
Lukas Hupfeld (* 1991 in Herdecke) ist ein deutscher Schauspieler.

## Leben
Lukas Hupfeld wuchs in verschiedenen Städten im Ruhrgebiet auf. Sein Schauspielstudium absolvierte er von 2012 bis 2015 an der Otto-Falckenberg-Schule in München. Während der Ausbildung gastierte er in verschiedenen Inszenierungen an den Münchner Kammerspielen, am Residenztheater und am Münchner Volkstheater, wo er in Inszenierungen von Dimiter Gotscheff, Herbert Fritsch, René Pollesch, Christoph Homberger und Christiane Pohle auftrat.
Von 2015 bis 2017 war er festes Ensemblemitglied am Konzerttheater Bern. Dort arbeitete er u. a. mit den Regisseuren Ingo Berk, Claudia Meyer und Johannes Lepper zusammen. Gemeinsam mit Deleila Piasko, Jonas Grundner-Culemann und Sebastian Schneider wirkte er 2016 dort unter der Regie von Ersan Mondtag in der Uraufführung des Theaterstücks Die Vernichtung mit und gastierte in dieser Inszenierung auch beim Berliner Theatertreffen.
Ab der Spielzeit 2017/18 war er festes Ensemblemitglied am Theater Freiburg. Er debütierte dort als Jascha in Der Kirschgarten. In der Spielzeit 2017/18 spielte er den Handwerker Zettel in Ein Sommernachtstraum und war außerdem in der Produktion The Black Forest Chainsaw Opera von Stef Lernous zu sehen. 2019 spielte er am Theater Freiburg den Jungkoch Peter in  In Amir Reza Koohestanis Inszenierung des Stücks Die Küche von Arnold Wesker. In der Spielzeit 2019/20 war er am Theater Freiburg der männliche Titelheld in Kasimir und Karoline. Außerdem spielte er in dieser Spielzeit den Mortimer in Maria Stuart. Im Juni 2020 verkörperte er im Kleinen Haus des Theaters Freiburg in der Performance Global Belly zum Thema Leihmutterschaft einen schwulen Mann mit Kinderwunsch.
Lukas Hupfeld stand auch für einige Film- und TV-Produktionen vor der Kamera. In der ZDF-Krimireihe Marie Brand spielte er im Film Marie Brand und die Liebe zu viert (2020) den Sohn einer Ärztin, die in einer polyamoren Dreierbeziehung mit zwei Männern lebt. In der 20. Staffel der TV-Serie SOKO Kitzbühel (2022) übernahm er eine Episodenhauptrolle als bester Freund eines getöteten ehrgeizigen Entrepreneurs.
Lukas Hupfeld lebt in Freiburg im Breisgau.

## Filmografie (Auswahl)
- 2018: Safari – Match Me If You Can
- 2018: SOKO Leipzig: Falsche Hoffnung (Fernsehserie, eine Folge)
- 2018: Der Polizist und das Mädchen (Fernsehfilm)
- 2019: Zoros Solo
- 2020: Marie Brand und die Liebe zu viert (Fernsehreihe)
- 2022: SOKO Kitzbühel: Start-up (Fernsehserie, eine Folge)

## Hörspiele (Auswahl)
- 2018: Claude Simon: Das Pferd (Wack) – Komposition und Regie: Ulrich Lampen (Hörspielbearbeitung – SWR)